# Feria del atún de Barbate
La feria del atún junto con la feria del Carmen son las festividades más importantes de Barbate (Cádiz) España.

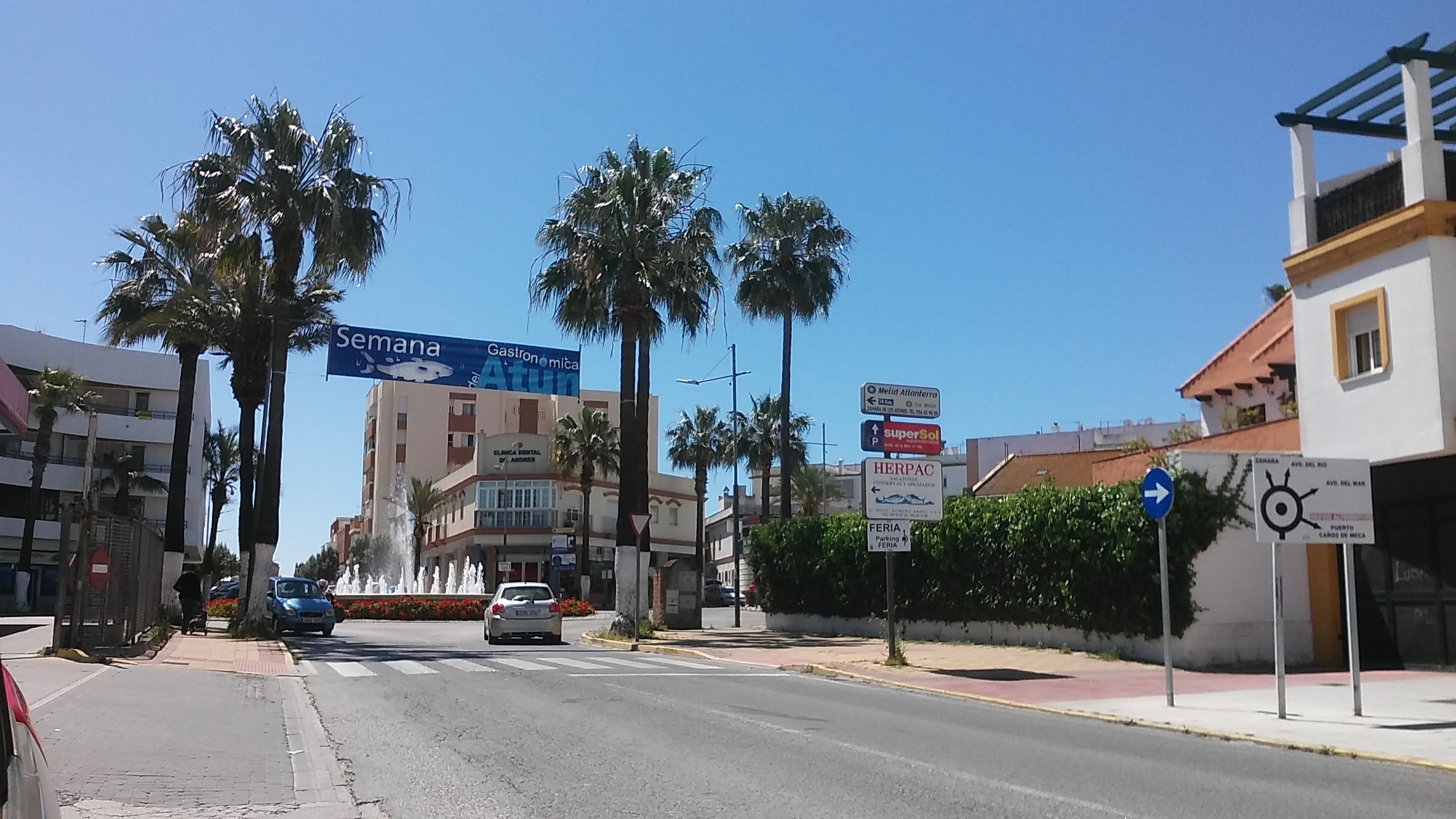
Cartelería

## Características
La feria del atún se viene celebrando desde el 2008. Tiene lugar en la última semana de mayo. También se la conoce como semana gastronómica del atún. Mediante esta feria, se persigue mostrar las excelencias de Barbate, Zahara, Caños y el resto de las pedanías a través de un nutrido programa de actividades y citas en torno al atún rojo de Almadraba. Gastronomía, historia, tradición, entornos naturales de gran riqueza, junto con la excelente climatología que suele reinar en esta zona todo el año acogen a los visitantes en una época que es puente entre la primavera y el verano, consiguiendo alargar la temporada turística y ensalzando la importancia del atún y la almadraba que desde siglos ha sido uno de los motores de la economía de la zona.

En la feria, se instala una caseta del IFECA en la cual se ubican más de 45 puestos donde empresarios relacionados con la gastronomía realizan demostraciones culinarias o “Showcookings” donde se puede degustar los  platos de cocina tradicionales basados en el atún rojo que son parte fundamental de la gastronomía de esta parte de la costa gaditana. 

Durante la celebración del evento también se realizan otras actividades tales como concursos de cocina o Concurso a la Mejor Tapa donde se busca la mejor tapa usando como base el atún rojo. También suele haber espectáculos que amenizan a los visitantes. Además es posible la visita en un barco almadrabero a las almadrabas de Barbate y Zahara de los Atunes, antigua forma de pesca, fija y selectiva, que se practica en la región de Cádiz y en Andalucía desde la época fenicia. Estos viajes se realizan a través de rutas de gran belleza paisajística por el tramo de costa comprendido entre Cabo Plata y Cabo de Trafalgar.